# Белла Огурцова
Володимир Петрович Мотрич (нар. 3 грудня 1976, Єнакієве, Донецька область, Українська РСР) — український журналіст, радіоведучий, телеведучий, шоумен, співак та травесті-артист (дреґ-королева). Виступав під сценічним псевдонімом Белла Огурцова на радіостанціях «Люкс ФМ» (Україна), «Русское радио» (Росія), «Новое Радио» (Росія) та «Максимум» (Україна).

## Біографія
Володимир Мотрич народився 3 грудня 1976 року. За одними даними — народився в місті Черкаси. За його ж власними словами — народився в місті Єнакієве та закінчив там школу. Як сказала у 2010 році Белла в інтерв'ю для програми «Музтон» (МузтON): «Я родилась и закончила школу в том же городе, в котором родился и вырос Виктор Федорович Янукович, наш президент. Ну понятно, что в городе, в регионе должна быть одна звезда — либо я, либо президент. Поскольку он уже президент, то я буду вторая».
Здобувши вищу освіту, Володимир працював викладачем Черкаського медичного училища. Влаштувався у 2001 році ді-джеєм в нічний клуб «Голівуд». У той час в цьому клубі зі своїм шоу виступав травесті-артист Діва Монро. Побачивши одне з таких шоу, Володимир вирішує спробувати свої сили в цьому жанрі. Тоді ж вперше виступив як травесті-діва Белла Огурцова, у Белли справжнє по батькові — Петрівна, таке ж саме як і у Володимира — Петрович.

### Творча діяльність
З грудня 2001 року, коли клуб «Голівуд» закрився на ремонт, Белла виступала у гей-клубах «Клітка» (на Печерську), «М-клуб», «Кібер» (у двох останніх клубах його адміністратором був продюсер Ігор Кириленко, більш відомий серед ЛГБТ як травесті-артист Тьотя Ірен). Першим наставником та вчителем Белли був травесті-артист Мадам Лейла (помер у 2003 році). У 2002—2003 та у 2005—2007 роках Белла виступала у клубі «Андрогін» на Шулявці (артдиректори — Олександр Кармазин та Олена Ниживлюк); з 2006 року — резидент гей-клубу «Помада». Артдиректором цього клубу на той час був Гнатенко Костянтин Володимирович, який деякий час займався продюсуванням Белли.
Крім виступів у клубах, Белла також захопилася музикою та на початку 2006 року записала свій перший сольний альбом «Одного разу» (Однажды). Починаючи з 16 вересня 2006 року, Белла затруднена ведучою ранкового шоу «Зарядка» на радіо «Люкс ФМ». Його артдиректором став генеральний продюсер продакшн-телестудії «Діалог» (зареєстрованої як ТзОВ «Центр культури „Діалог“») Армен Мартиросян.
У 2008 році видав 4 сингли у збірнику «Хіти радіо Люкс».
Також у 2009—2010 роках Белла була ведучою телепрограми «Нічні спокуси» (Ночные искушения) на першому жіночому телеканалі «Maxxi-TV».
У листопаді 2009 року Белла презентувала другий альбом «Ти найкрасивіший» (Ты самый красивый).
Про свою творчість Белла заявила сайту «Детектор медіа» наступне: «Я, Фрида, Монро, Дана — мы работаем в разных сферах. Все, кроме меня, просто эксплуатируют женский образ на сцене, это люди, у которых нет своего творчества. Они открывают рот под чужие фонограммы, изображая из себя каких-то артистов. Я не могу сказать, что это двойники, но это где-то из этой области. У меня немного другая сфера, другая специфика. Я пою! Я делаю совершенно другие вещи, потому сказать, что эти (люди) моя конкуренция, нельзя»
.
20 вересня 2011 року Белла була прийнята як ведуча на роботу на «Русское радио» в Москві, та з того часу веде вечірню програму «Йо-шоу» (Ё-шоу).
При цьому деякий час Белла паралельно працювала також з «Люкс ФМ», ведучою у 2011—2012 роках хіт-парад «Чумачеча десятка» (Чумачечая десятка).
Белла записала дуети та спільні шоу-програми з такими виконавцями, як Слава Дьомін, Заза Наполі, гурт «Балаган Лімітед». Підготувала до випуску новий, уже третій альбом.
У 2015 році Белла звільнилася з радіостанції «Русское радио» та перейшла працювати з групою незадоволених на новий медіа-проект, радіостанцію «Нове радіо» у Москві.
У 2018 році повернулася до Києва, у 2018—2020 роках працювала на радіо «Люкс ФМ».
У червні 2020 року Белла перейшла працювати на радіостанцію «Максимум» та стала ведучою шоу «Ранок на МАКСИМУМ».

## Особисте життя
Спочатку, з 2009 року Мотрич офіційно заявляв про свою гомосексуальність. Але 23 серпня 2013 року в програмі «Зіркове життя» (СТБ) він заявив, що одружений та зібрався стати батьком. Щоправда, критики стали сумніватися в правдивості цього визнання (фактично — антикамінг-ауту), враховуючи той факт, що в Росії, де з 2011 року проживав Володимир, саме 1 липня 2013 року було введено в дію закон про заборону пропаганди гомосексуальності, тому Володимир уже в серпні 2013 року мусив зректися свого гейства.

## Цікаві факти
Продюсером Белли був керівник телестудії та продюсерського центру «Діалог» Армен Мартиросян, а керівниками центру «Діалог» були Вячеслав Домбровський (до 2011 р.) та Анна Найда (з 2011 р.) — дружина Мартиросяна. У 2014 р. Мартиросян відмовився від громадянства України та переїхав до Москви, де став автором антиукраїнського сайту «Украина.РУ», помер у 2020 р.
16 лютого 2015 року на Беллу у Москві напали два незнайомці, що погрожували. У Белли, попри працевлаштування у Москві, залишилось українське громадянство, а на машині залишилися українські номери, що й могло спровокувати конфлікт.
З Беллою активно товаришують українські травесті-артисти, що не приховують своєї гомосексуальної орієнтації, та виступають з яскравими шоу-програмами у столичних гей-клубах: як Фріда Бакс (Брох Ростислав Львович з м. Теплик, резидент клубу «Совок», з 2006 р. — клубу «Помада»), Діва Монро (Андрій Шимко з м. Феодосія, клуб «Клітка», 1998—1999 рр., клуб «Андрогін», тепер клуб «Арена»), Дана Національ (Богдан Корнієнко), Андрелла (Андрій Корнієвський), Урсула (Артем Семенов), Айседора Вулкан (Бакликов Сергій Михайлович, киянин, у 2005—2007 рр. артдиректор клубу «Андрогін», згодом перейшов як арт-менеджер у «Помаду»), Жанна Симеїз (Юрій Чудовський), Норма Посполита (журналіст Тарлецький Едуард Зіновійович, до 2011 р. користувався псевдонімом Мадам Жу-Жу), Єва Желанная (дизайнер Сергій Мангасарян з с. Ковшаровка поблизу Харкова, клуб «Арена»), Артеміда Стар (Артем Романовський), Майдана Вогняна (Костянтин Харламов з Донецька), Аврора Заря (Артем Темпалов), Маліка (Антон Агафонов), Діна Лав (Дмитро Черников), Діта Каприз (Михайло Павлюк), Тьотя Шер (Микита Черняєв), Шанті (Юрій Коваленко), Селена (Олексій Громов), Марлен Шкандаль (Олександр Данілін з Харкова), Діва Кристал (Сергій Мельник з Харкова), Лола Феррарі (Олександр Демидов з м. Березань), Тьотя Ірен (Ігор Кириленко, артдиректор гей-клубу «М-Клуб» та гей-клубу «Кібер»), Прісцілла Готьє (Вячеслав Величаєв), Роксі Карамель (Роман Шевченко, у 2000—2005 рр. — резидент гей-клубу «Совок», з 2005 р. — клубу «Андрогін»), Номі Мелоун або Номі Чечетов (Володимир Горецький, резидент клубу «Клітка», з 2003 р. — артдиректор клубу «Андрогін»), Гуппі Стар, Крістіна Гранд, Моніка Данс, Соня Мармеладова, Лара Кошерна, Маряша Персик, Дебора Найт, Ліза Кокс, Рафаелка Солодка, Габріела Версаль, Нана Річі.
Також з Беллою товаришують російські травесті-артисти Заза Наполі (Вадим Казанцев) та Стелла Фокс (Денис Савченко).

## Дискографія

### Під псевдонімом «Белла Огурцова»

#### Альбоми
| Назва               | Тип              | Рік випуску | Лейбл | Країна  |
| ------------------- | ---------------- | ----------- | ----- | ------- |
| «Однажды»           | Студійний альбом | 2006        |       | Україна |
| «Ты самый красивый» | Студійний альбом | 2008        |       | Україна |

#### Сингли
| Назва                                                | Тривалість | Рік випуску | Лейбл(и)  | Країна  |
| ---------------------------------------------------- | ---------- | ----------- | --------- | ------- |
| «Однажды»                                            |            | 2006        |           | Україна |
| «Ты самый красивый»                                  | 3:03       | 2008        |           | Україна |
| «Выйти замуж подороже»                               | 3:39       | 2008        |           | Україна |
| «Пусть говорят» (спільно з гуртом «Балаган Лімітед») | 3:17       | 2012        | «Нікітін» | Росія   |

### Під псевдонімом «Bella Ogurtsova»

#### Альбоми
| Назва            | Тип              | Тривалість         | Лейбл(и)                       | Рік випуску | Країна  |
| ---------------- | ---------------- | ------------------ | ------------------------------ | ----------- | ------- |
| «Bella Огурцова» | Студійний альбом | 1 година 58 хвилин | ООО «Юніверс Медіа Корпорейшн» | 2013        | Україна |

### Під псевдонімом «Ogurcova»

#### Сингли
| Назва | Тривалість | Лейбл(и) | Рік випуску | Країна  |
| ----- | ---------- | -------- | ----------- | ------- |
| «Зая» | 3:31       |          | 2020        | Україна |